# Wilfried Hiller
Wilfried Hiller (* 15. März 1941 in Weißenhorn) ist ein deutscher Komponist. Er wurde vor allem bekannt durch seine Bühnenwerke für Familien, Kinder und Jugendliche.

## Leben und Werk
Wilfried Hiller wurde als Sohn des Lehrers August Hiller und seiner Frau Josepha Hiller, geb. Hauser, in der schwäbischen Stadt Weißenhorn bei Ulm geboren. Im Kriegsjahr 1944 fiel sein Vater in Russland, und Wilfried wurde mit drei Jahren Halbwaise. Wilfried Hiller selbst schilderte im Zusammenhang mit seiner Komposition Alkor frühe Kindheitserlebnisse so:
Als mein Vater während des Zweiten Weltkrieges in Russland weilte, sah er jeden Abend um 10 Uhr zum Alkor, jenem Reiterlein hinauf, das auf der Deichsel des großen Wagens sitzt. Zur gleichen Zeit blickte meine Mutter in unserem schwäbischen Dorf nach dem Stern und obwohl er viele Lichtjahre von uns entfernt strahlt, fanden die beiden mit diesem Blick in die Vergangenheit für Minuten eine gemeinsame Heimat. Jeden Tag schrieb mein Vater einen Brief nach Hause.

Meine Mutter wollte ein Zeichen setzen: „Wir wollen Frieden und das Kind soll Wilfried heißen!“. Jener Alkor im Großen Wagen ist somit meine ganz persönliche Geschichte. Mein Vater kam nicht aus Russland zurück. (Lit.: Hiller)

### Ausbildung
Nach dem Besuch des humanistischen Gymnasiums bei St. Stephan in Augsburg nahm er 1956 ein Klavierstudium bei Wilhelm Heckmann am Augsburger Leopold-Mozart-Konservatorium auf. Von 1958 bis 1961 schrieb Wilfried Hiller sein erstes Theaterstück mit Musik (Die Räuber von Hiller) sowie Klavier-Kompositionen und Kammermusik und war als Organist und Ballett-Korrepetitor tätig.
Ab 1962 nahm er an den Darmstädter Ferienkursen für Neue Musik teil und war Hospitant bei Pierre Boulez, Bruno Maderna und Karlheinz Stockhausen. In dieser Zeit schloss er auch Bekanntschaft mit seinem späteren Verleger Peter Hanser-Strecker und dem Komponisten Karl Amadeus Hartmann. Auf Hartmanns Anregung begann Hiller 1963 ein Musikstudium an der Hochschule für Musik in München. Hier studierte er Komposition bei Günter Bialas, Opernregie bei Heinz Arnold, Schlagzeug und Pauken bei Ludwig Porth und Hanns Hölzl sowie Musiktheorie bei Hermann Pfrogner.
Wie Hiller 2013 bekanntmachte, wurde er im Seminar St. Joseph des Stephan-Gymnasiums mehrfaches Opfer von sexuellem Missbrauch.

### Verschiedene Wirkungsstätten
Ab 1967 arbeitete Wilfried Hiller als Schlagzeuger in verschiedenen Orchestern, so zum Beispiel beim Symphonieorchester des Bayerischen Rundfunks, an der Bayerischen Staatsoper und am Staatstheater am Gärtnerplatz. 1968 gründete er die Konzert-Reihe „musik unserer zeit“.
1968 lernte er Carl Orff kennen, der ihn in den folgenden Jahren stark beeinflusste. Hiller arbeitete bis zu Orffs Tod 1982 als dessen Schüler eng mit ihm zusammen und hat seit 2008 den Vorsitz der Carl-Orff-Stiftung inne.
Hillers Werke für das Musiktheater wurden seit 1971 entscheidend durch die Zusammenarbeit mit seiner Ehefrau, der Schauspielerin Elisabet Woska geprägt.

### Zusammenarbeit mit Michael Ende
Die Begegnung mit dem Schriftsteller Michael Ende 1978 bedeutete den Beginn einer fruchtbaren künstlerischen Partnerschaft und engen Freundschaft, die bis zu Endes Tod im Jahr 1995 andauerte und zu einer ganzen Reihe erfolgreicher Bühnenwerke führte wie Tranquilla Trampeltreu, Der Goggolori oder Das Traumfresserchen.
Eine besondere Beziehung hat Wilfried Hiller zu Kompositionen für Kinder und Jugendliche. In einem Interview anlässlich seines 60. Geburtstags antwortete er auf die Frage, wie er es als Komponist schafft, Kinder und Erwachsene gleichermaßen anzusprechen:
„Indem man einfach für das Kind schreibt, das man selber geblieben ist… Ausschlaggebend für den Erfolg ist, dass man musikalisch auf den Punkt kommt, und wie die Kinder reagieren, ob sie begeistert mitgehen – oder ob sie sich langweilen. Kinder können gnadenlose Richter sein.“ (Lit.: GEMA-Nachrichten)
Hiller hält junge Hörer und Zuschauer für selbstbewusst und intelligent und will sie nicht durch eine reduzierte Thematik oder Tonsprache langweilen – weder die vielschichtigen und dichten, dabei jedoch leicht nachvollziehbaren Libretti Michael Endes noch seine Musik sind in diesem Sinne „einfach“.
Hundertprozentiges Textverständnis und eine klare Aussage sind laut Hiller wichtig, wenn man für Kinder komponiert. Die Schildkröte Tranquilla Trampeltreu in der gleichnamigen musikalischen Fabel wird beispielsweise trotz ihrer Unpünktlichkeit – sie erscheint zur königlichen Hochzeit des Löwen Leo XXVIII. gleich eine ganze Generation zu spät – für ihre Sturheit, Beharrlichkeit und Selbstdisziplin belohnt.
Hiller meint zudem, in Musiktheaterwerken für Kinder sollten durchaus Passagen vorkommen, die nachsingbar sind:
„Ohrwurm-Qualitäten dürfen ruhig sein, obwohl das ja eigentlich tabu ist und man dann schief angeschaut wird. Aber an dem folgenden Satz von Darius Milhaud ist durchaus noch was dran: „Wer keine Melodie zum Nachsingen schreiben kann, kann nicht als Komponist bezeichnet werden“.“ (Lit.: GEMA-Nachrichten)
Gemäß Hillers und Endes Erfahrung sollte die Aufführungsdauer einer Kinderoper 80 bis 85 Minuten nicht überschreiten.
Nach Endes Tod arbeitete Wilfried Hiller zunächst mit Herbert Asmodi (Die Geschichte vom kleinen blauen Bergsee und dem alten Adler), seit 1997 dann mit Rudolf Herfurtner zusammen. Außerdem griff er auf literarische Vorlagen von Theodor Storm (Der Schimmelreiter), Christian Morgenstern (Heidenröslein) und Wilhelm Busch (Der Geigenseppel) zurück. Neben den zahlreichen Bühnenwerken gibt es auch eine Vielzahl von kammermusikalischen Arbeiten, Solokonzerten, Chor- und Orchesterwerken.
Hiller ist nach eigenen Angaben der meistgespielte lebende deutsche Bühnenkomponist. Insbesondere seine Werke für Kinder und Jugendliche füllen eine Lücke im Repertoire, da musikalisch komplexe und dennoch bei Kindern beliebte Kinderopern rar sind, von der im Rahmen vermehrter Jugendarbeit der Opernhäuser wachsenden Anzahl von Kinderoperprojekten jedoch dringend benötigt werden. Seine Werke werden daher in zahlreichen Inszenierungen im deutschsprachigen Raum aufgeführt. So wurde eine Inszenierung des Traumfresserchen im Kinderopernzelt auf dem Dach der Wiener Staatsoper mehrere Spielzeiten lang vor stets ausverkauftem Zelt gezeigt.
Hillers Kirchenoper „Augustinus – Ein klingendes Mosaik“ über den Heiligen Augustinus wurde am 19. März 2005 in München uraufgeführt.
Ab 2009 übernahm Wilfried Hiller bis 2012 als künstlerischer Leiter die Internationale Orgelwoche Nürnberg (ION). Er ist weiter künstlerischer Leiter des Diabelli-Contest, eines internationalen Komponistenwettbewerbs.

### Musikredakteur und Tonmeister
Neben seiner Tätigkeit als freier Komponist war Hiller von November 1971 bis März 2006 als Musikredakteur und Tonmeister beim Bayerischen Rundfunk tätig. Zuerst standen gehobene Unterhaltungsmusik und ab 1974 symphonische Musik auf dem Programm seiner Sendungen, später war er Redakteur für Sondersendungen. Zudem komponierte Wilfried Hiller Musik für die 30-teilige Sendereihe Klangbaustelle Klimperton des Schulfunks und war Organisator der Musica-Viva-Studio-Konzerte unter Wolfgang Fortner. Daneben gründete er die Reihe musik unserer zeit, aus der später die Münchner Musiknächte hervorgingen, sowie das Festival Orff in Andechs.
Als Redakteur des Bayerischen Rundfunks war er unter anderem für folgende Sendereihen verantwortlich:
- Münchner Musikgeschichte in Straßennamen
- Dirigenten bei der Probe
- Musik meiner Wahl
- Komponisten machen Programm
- außereuropäische Musik
- musik unserer zeit
- Nachtakzente
- Concerto bavarese
- Festival traditioneller Musik

Hiller ist im Vorstand der Jean-Sibelius-Gesellschaft und des Kulturkreises Gasteig. 1989 wurde er Mitglied der Bayerischen Akademie der Schönen Künste, und 1993 wurde er als Kompositionslehrer an das Richard-Strauss-Konservatorium München berufen. Von November 2005 bis 2008 war er Präsident des Bayerischen Musikrates. Wilfried Hiller ist Mitglied des Kuratoriums des Internationalen Künstlerhauses Villa Concordia. Zahlreiche seiner Schüler erlangten dort Stipendien (Nélida Béjar, Dieter Dolezel, Christoph Garbe, Eva Sindichakis, Markus Zahnhausen).

## Werke

### Bühnenwerke
Opern und andere Werke für Musiktheater:
- An diesem heutigen Tage (Uraufführung 9. Januar 1974 im ZDF), Monodram für Schauspielerin und Schlagzeug, Libretto: Elisabet Woska nach Briefen Maria Stuarts
- Niobe (1978), in altgriechischer Sprache
- Ijob (Uraufführung 15. Juli 1979, Theater im Marstall, München), Monodram für Tenor, nach dem biblischen Buch Ijob in der Übersetzung von Martin Buber; 2. Fassung: Uraufführung 22. Februar 1984, Französische Kirche, Bern
- Liebestreu und Grausamkeit (1981), nach Wilhelm Busch
- Der Goggolori. Eine bairische Mär mit Musik (Uraufführung 3. Februar 1985, Theater am Gärtnerplatz, München), Libretto in bairischer Sprache von Michael Ende
- Vervollständigung von Chaplin-Ford-Trott aus dem Wachsfigurenkabinett von Karl Amadeus Hartmann (1988)
- Die Jagd nach dem Schlarg (1988), Libretto: Michael Ende nach Lewis Carroll
- Der  Rattenfänger (1993), Libretto: Michael Ende
- Die Geschichte vom kleinen blauen Bergsee und dem alten Adler (1996), Libretto: Herbert Asmodi
- Heidenröslein (1996), nach Christian Morgenstern und Johannes Brahms
- Der Schimmelreiter (1998), Libretto von Andreas K. W. Meyer nach Theodor Storm
- Eduard auf dem Seil (1998), Libretto: Rudolf Herfurtner – Oper über Eduard Mörike
- Der Geigenseppel (2000), Melodram für Marionetten nach Wilhelm Buschs Gedicht (Texteinrichtung Elisabet Woska), Auftragswerk des Kulturprogramms im deutschen Pavillon der Weltausstellung Expo 2000 in Hannover
- Wolkenstein (Uraufführung 6. März 2004, Oper Nürnberg, Regie: Percy Adlon) – Oper über Oswald von Wolkenstein
- Augustinus – Ein klingendes Mosaik (Uraufführung 19. März 2005, Lukaskirche, München) – Kirchenoper über den heiligen Augustinus, Text: Winfried Böhm.
- Der Sohn des Zimmermanns (Uraufführung 16. März 2010, Würzburger Dom, Würzburg) – Kirchenoper über Jesus, Text: Winfried Böhm, dramaturgische Mitarbeit: Elisabet Woska.
- Momo (Uraufführung 2018, Staatstheater am Gärtnerplatz, München), Libretto von Wolfgang Adenberg[5]

Musiktheater für Kinder und Jugendliche:
- Vier musikalische Fabeln nach Texten von Michael Ende, szenisch oder als Hörspiel aufzuführen
  - Der Lindwurm und der Schmetterling oder Der seltsame Tausch (1980, Uraufführung 11. Januar 1981, Theater am Haidplatz des Stadttheaters Regensburg)
  - Tranquilla Trampeltreu, die beharrliche Schildkröte (Uraufführung 9. Juli 1981, Stadtmuseum München)
  - Die Ballade von Norbert Nackendick oder Das Nackte Nashorn (Uraufführung 23. September 1982, Rheinisches Marionettentheater, Düsseldorf)
  - Die Fabel von Filemon Faltenreich oder Die Fußballweltmeisterschaft der Fliegen (Uraufführung 23. Juli 1990, Camerloher-Gymnasium, Freising. Szenische Erstaufführung 5. Februar 2005, Komische Oper Berlin;[6] Musikalische Leitung: Anna-Sophie Brüning, Inszenierung: Søren Schuhmacher.)[7]
- Die zerstreute Brillenschlange (1981) für Erzähler, Klarinette und Bordun, Text: Michael Ende
- Josa mit der Zauberfiedel (1985)
- Das Traumfresserchen (Uraufführung 5. Februar 1991, Theater Bremen), Libretto: Michael Ende
- Peter Pan (1997), nach J. M. Barrie
- Die Waldkinder (1997–1998), „Taschenoper“, Libretto: Rudolf Herfurtner
- Pinocchio (Uraufführung am 12. Oktober 2002, Stadttheater Trier), nach dem Roman Pinocchio von Carlo Collodi
- Momo (Uraufführung am 16. Dezember 2018, Staatstheater am Gärtnerplatz München), nach dem gleichnamigen Roman von Michael Ende.

Schauspielmusik und Musik für Marionettentheater:
- Die Räuber von Hiller (1975)
- Wunschpunsch (1990)
- Das Gauklermärchen (1998)
- Momo (2002)

### Vokalwerke
- Der Leuchtturm (1962–1963) für Bariton und Hackbrett, Neubearbeitung 1997
- Let Thy Song Be Love (1969) für Sopran und Klavier
- Schulamit (1977–1990) für Solosänger, Chor und Orchester
- Muspilli (1978) für Barion und Instrumente
- Ein Frosch sah einstmals einen Stier (1979), für Solosänger, Chor und Orchester
- Trödelmarkt der Träume (1984), Liederzyklus
- Klangbaustelle Klimperton (1996), Musik für Schulfunksendungen
- Sappho-Fragmente (1997) für Mädchenchor, Flöte und Cello
- Merseburger Zaubersprüche (1997) für Kinderchor und Blechbläser, Vertonung der Merseburger Zaubersprüche
- Servietten-Haiku (1997) für Sopran und Kammerensemble
- Aias (2001) für Mezzosopran, Bariton, Sprecherin und Orchester
- Heilige Nacht (2001) für Männersextett, Sprecher und Instrumente
- Michael-Ende-Liederbuch (2002) für Mädchenchor, Cello und Schlagzeug
- Gilgamesch (2002) für Bariton und Instrumente, nach dem Gilgamesch-Epos

### Orchesterwerke
- Fanfare (1970) für Trompeten, Pauken und Große Trommel
- Nachtgesang (1974)
- München (1990), Suite
- Hintergründige Gedanken des erzbischöflichen Compositeurs Heinrich Ignaz Franz Biber beim Belauschen eines Vogelkonzertes (1991)
- Chagall-Zyklus (1993) für Klarinette und Kammerorchester
- Pegasus 51 (1995) für Jazz-Schlagzeug und Symphonieorchester
- Fanfare (1996) für Blechbläser und Pauken
- Rätsel-Kanon (2000), Bearbeitung nach Johann Sebastian Bach
- Via Dolorosa (2001)
- Bavariationen (2002)
- Tarot XVI (2002) für Streicher und Zither
- Cappella Sistina (2009) Römische Fresken für Orchester, Sopran und Quartetto lontano

### Kammermusik
- Movements for a Big Cat (1968) für Oboe und Fagott
- Pas de deux (1978) für zwei Klaviere
- Natura morta con saltiero (1983), Quintett
- Lilith (1987) für vier Streicher und Klavier
- Notenbüchlein für Tamino (1990) für acht Flöten
- Niobe (1995), Klaviertrio
- Teufels-Toccata (1995) für Violine und vier Schlagzeuger
- Liocorno di Bomarzo (1997) für Orgel und Alphorn
- Buch der Sterne (ab 1999) für ein, zwei oder drei Klaviere
- Duetti amorosi (2000/2001) für Oktett
- Der Tod ist eine schöne Frau (2000) für Violine und Klavier

### Solowerke
- Elegie (1966) für Oboe
- Rhythmizomenon (1966) für Klavier
- Katalog für Schlagzeug I-V (1966–1975)
- Phantasie (1982) für Klavier nach einem Bilderzyklus von Wilhelm Busch
- Toccata diabolica (1993) für Orgel
- Scherzo (1994) für Cello
- Toccata cabbalistica sopra la-sol (1994) für Orgel
- Tarot XVI (2002) für Orgel
- Ophelia (2003) für Violine

## Auszeichnungen
- 1968 Richard-Strauss-Preis der Stadt München
- 1971 Förderpreis Musik der Landeshauptstadt München
- 1977 Brünner Preis, Anerkennungspreis der Stadt Salzburg für sein Werk Niobe
- 1978 Stipendiat der Deutschen Akademie Rom Villa Massimo
- 1978 Schwabinger Kunstpreis für Musik
- 1988 Raiffeisen-Förderpreis
- 1997 Werner-Egk-Preis, Kunstpreis der Stadt Donauwörth
- 2000 Bayerischer Poetentaler, Literatenpreis der Münchner Turmschreiber
- 2008 Bayerischer Verdienstorden[8]
- 2010 Bayerischer Maximiliansorden für Wissenschaft und Kunst[9]
- 2013 Oberbayerischer Kulturpreis